# Clitia (mitología)
En la mitología griega, Clitia o Clitie (en griego Κλυτία, Κλυτίη) es el nombre de varios personajes.
- Clitia, la oceánide, descrita en la Teogonía. Ovidio nos cuenta su desamor por Helios; y cómo por culpa de los celos que le causaba su rival Leucótoe Clitia acabó metamorfoseada en heliotropo.
- Clitia, según la Ilíada, es una hija de Pandáreo y hermana de Camiro. Ambas fueron criadas por Afrodita y recibieron dones de Hera, Atenea y Artemisa. Fueron raptadas por las Harpías y entregadas a las Erinias.
- Clitia, para Teócrito, era la esposa de Eurípilo de Cos e hija de Mérope; sus hijos fueron Calcón y Antágoras. Recibió en persona a Deméter.
- Clitia, según un escolio, era hija de Anfidamante y madre de Pélope con Tántalo.
- Clitia, según Higino, es la madre de Mírtilo en unión con Hermes.
- Clitia, una de las Nióbides, según Ferécides.
- Clitia, para Tzetzes es la madre de Talpio en unión con Éurito, uno de los moliónidas.
- Clitia, o Ftía, es la concubina de Amíntor que causó una disputa entre éste y su hijo Fénix.
- Clitia, para Higino, es la esposa de Eetes y madre de Medea.

- Datos: Q130101116